# Принцип стабілізації екологічних ніш
Принцип стабілізації екологічних ніш, або принцип біоценотичної коеволюції: еволюція популяцій всередині біоценозу і еволюція цієї спільноти скорельовані таким чином, що кожен вид стійко зберігає в цій природній системі своє функціональне місце ( екологічну нішу) до тих пір, поки зовнішні сили (дії надсистем або інших аналогічних систем) не змінюють існуючий баланс. У цьому випадку термін «еволюція» розуміється не лише в історичному відношенні, але і як динамічне поняття, тобто як процес постійної взаємодії видів, складових біотичного угруповання.
Принцип стабілізації екологічних ніш дуже строго враховується в практиці робіт по  акліматизації та  реакліматизації тварин. Як правило, «вільних» екологічних ніш, які б виникли не через порушення екосистем людиною, бути не може.
Будь-яке угруповання перебуває в стані балансу, досягнутого в ході біоценотичної коеволюції: діяльність комплексу видів  продуцентів управляється  консументами і вводиться в зворотний зв'язок  редуцентами. Якби такого балансу не існувало, екосистема деградувала б. І оскільки цього не відбувається, розмови про «вільні» або «незайняті» екологічні ніші не мають під собою жодної підстави.
При акліматизації (або впровадженні) нового для біоценозу виду, що не має біоценотичних і інших механізмів обмеження чисельності, змінюється вся екосистема і виникає новий баланс. При наявності жорсткої  конкуренції впроваджений вид або буває знищений, або він виробляє такі властивості, які дозволили б йому стати членом нового для нього угруповання, адже в зв'язку з  принципом конкурентного виключення, або законом (теоремою) Г. Ф. Гаузе, два види з близькими екологічними вимогами тривалий час не можуть займати одну екологічну нішу, і, як правило, входити в одну екосистему.
Але в будь-якому випадку біоценоз функціонально змінився, набув нові властивості, можливо малопомітні, але вельми істотні для кореляції взаємин між видами в ньому.